# Bullenbruch
Der Bullenbruch ist eine Insel in der Spree, die sich im Berliner Ortsteil Oberschöneweide im Bezirk Treptow-Köpenick befindet. Sie liegt südlich der Rummelsburger Bucht bei Stromkilometer 25,3.
Die Insel ist seit 2000 bei der Berliner Senatsverwaltung als Geschützter Landschaftsbestandteil verzeichnet. Dieser Status verbietet beispielsweise die Entnahme oder das Einbringen von Pflanzen oder Pflanzenteilen, die Störung wildlebender Tiere oder die Verunreinigung der Insel.
Die Insel befindet sich im Eigentum des Landes Berlin. Eine Tageszeitung hat sie zwar zu einer Gruppe von insgesamt 27 Inseln im Stadtgebiet zugeordnet, die verteilt auf Spree, Havel und Dahme „keine besondere Funktion erfüllen“ und kaum bekannt sind. Dennoch ergab eine Untersuchung der Gesamtheit aller noch mit dem menschlichen Auge erfassbaren Lebewesen – ein Makrozoobenthos – ausgewählter Flüsse Berlins im Jahr 2010, dass der Bullenbruch das größte faunistische Potenzial aufweist.
Östlich der Insel befindet sich am Ufer das Funkhaus Nalepastraße, ein denkmalgeschützter Gebäudekomplex, in dem von 1956 bis 1990 der Rundfunk der DDR seinen Sitz hatte. Nordöstlich der Insel wurde von 1907 bis 1966 das Kraftwerk Rummelsburg betrieben, dessen erhaltene Gebäudeteile inzwischen unter Denkmalschutz stehen.